# AIM (album)
AIM – piąty album studyjny brytyjskiej piosenkarki M.I.A. Został wydany 9 września 2016 roku przez wytwórnię płytową Interscope. Album otrzymał ogólnie pozytywne opinie krytyków, jednak przepadł w większości notowań na świecie. W Stanach Zjednoczonych oraz Wielkiej Brytanii krążek utrzymywał się jedynie przez jedno notowanie w zestawieniu najlepiej sprzedających się albumów.

## Lista utworów
| Nr  | Tytuł utworu                            | Autorzy                                                                   | Produkcja                    | Długość |
| --- | --------------------------------------- | ------------------------------------------------------------------------- | ---------------------------- | ------- |
| 1.  | „Borders”                               | Maya Arulpragasam, Amish Patel, Levi Lennox                               | ADP, Lennox                  | 4:11    |
| 2.  | „Go Off”                                | Arulpragasam, Charles Smith, Sonny Moore                                  | Skrillex, Blaqstarr          | 3:04    |
| 3.  | „Bird Song (Blaqstarr remix)”           | Arulpragasam, Smith                                                       | Blaqstarr                    | 3:01    |
| 4.  | „Jump In”                               | Arulpragasam, Smith                                                       | Blaqstarr                    | 2:23    |
| 5.  | „Freedun (gościnnie Zayn)”              | Arulpragasam, Jamal Jones, Keisha Hollins                                 | Polow da Don                 | 4:41    |
| 6.  | „Foreign Friend (gościnnie Dexta Daps)” | Arulpragasam, David Harrisingh, Craig Harrisingh, Louis Anthony Grandison | M.I.A., Daseca               | 4:23    |
| 7.  | „Finally”                               | Arulpragasam, Théo Le Vigoureux, Patel, Branko (João Barbosa)             | ADP, Branko                  | 3:00    |
| 8.  | „A.M.P (All My People)”                 | Arulpragasam, Moore                                                       | M.I.A., Skrillex, Leo Justi  | 3:21    |
| 9.  | „Ali R U OK?”                           | Arulpragasam, Smith, Richard Philips                                      | Blaqstarr, M.I.A., Richard X | 3:30    |
| 10. | „Visa”                                  | Arulpragasam, Justine Frischmann, Ross Orton, Steve Mackey                | M.I.A., Neil Comber          | 2:51    |
| 11. | „Fly Pirate”                            | Arulpragasam, Smith                                                       | Blaqstarr                    | 2:25    |
| 12. | „Survivor”                              | Arulpragasam, Justus Arison, Andrew Myrie, Tristan Boston                 | Justus                       | 2:59    |
|     |                                         |                                                                           |                              | 39:49   |

AIM – Deluxe version (bonus tracks)
- „Bird Song” (Diplo remix) − 3:22
- „The New International Sound Pt. 2” (gościnnie GENER8ION) − 3:28
- „Swords” − 2:25
- „Talk” − 2:14
- „Platforms” − 2:55

## Notowania
| Lista przebojów (2016)                 | Najwyższa pozycja |
| -------------------------------------- | ----------------- |
| Australia (ARIA Charts)                | 51                |
| Austria (Ö3 Austria Top 40)            | 74                |
| Belgia (Ultratop 200 Albums, Flandria) | 48                |
| Belgia (Ultratop 200 Albums, Walonia)  | 61                |
| Francja (SNEP)                         | 55                |
| Hiszpania (PROMUSICAE)                 | 97                |
| Holandia (MegaCharts)                  | 89                |
| Kanada (Billboard Canadian Albums)     | 41                |
| Niemcy (GfK Entertainment)             | 55                |
| Nowa Zelandia (Recorded Music NZ)      | 26                |
| Szwajcaria (Alben Top 100)             | 24                |
| USA (Billboard 200)                    | 66                |
| Wielka Brytania (UK Albums Chart)      | 63                |